# Michael Knab
Michael Knab (auch Michael Chnab oder Meister Michael) (* um 1340/50; † nach 1399) war österreichischer Baumeister Ende des 14. Jahrhunderts für Herzog Albrecht III.

## Namensgebung
Michael Knab war erstmals von Franz Kieslinger identifiziert, aber noch aufgrund der unsicheren Quellenlage als Michael Weinwurm benannt worden. Die Namensbezeichnung Michael Knab stammt von Franz Staub, doch ist der Nachname erst für seinen Sohn belegt. Die jüngere Forschung spricht daher korrekterweise nur von Meister Michael.

## Werke
Michael Knab errichtete von 1382 bis 1384 die von Wolfart von Schwarzensee gestiftete Spinnerin am Kreuz in Wiener Neustadt. Seine Urheberschaft an der 1375 errichteten Spinnerin am Kreuz in Wien gilt als naheliegend, ist aber unbewiesen.
Er schuf für Herzog Albrecht III. die ehemalige Wasserburg in Laxenburg (Niederösterreich, das heutige Alte Schloss). Die Wasserburg ist noch teilweise in den späteren Umbauten erhalten. Außerdem errichtete er im Auftrag Herzog Leopolds III. die Burg in Wiener Neustadt. 
Eine seiner letzten Arbeiten in Wien dürfte die Planung des Langhauses von Maria am Gestade (vor 1397) gewesen sein.
Die ältere Forschung hatte Meister Michael eine entscheidende Rolle bei der Planung des Hochturms von  St. Stephan in Wien zugewiesen, doch sei er schon aufgrund der Lebensdaten aus der Liste der an St. Stephan tätigen Baumeister zu streichen. Da er jedoch 1394/95 kurzfristig in Wien ansässig war und hier das Haus des soeben verstorbenen Dombaumeisters Konrad erworben hatte, mag er zumindest zeitweise involviert gewesen sein. Sehr wahrscheinlich ist daher, dass Michael Knab als des Herzogs Baumeister im Auftrag von Albrecht III. die später als Königskapelle bezeichnete Bartholomäuskapelle des Stephansdoms errichtet hat, zumal es sich hierbei um ein isoliertes fürstliches Bauprojekt handelte, das nicht mit dem weiteren Ausbau des Stephansdomes in Verbindung stand.